# Opisthoxia contrariata
Opisthoxia contrariata là một loài bướm đêm trong họ Geometridae.